# Nikolaus I. (Troppau)
Nikolaus I. von Troppau - tschechisch: Mikuláš I. Opavský; (* um 1255; † 26. Juli 1318 in Brünn) war ein Sohn des böhmischen Königs Ottokar II. Přemysl und Begründer des Herzogtums Troppau. Er entstammte dem Troppauer Zweigs der böhmischen Přemysliden. Als Halbbruder des böhmischen Königs Wenzel II. bekleidete er zeitweise das Amt des Hauptmanns von Krakau und Sandomir. 1300–1303 war er dessen Statthalter in Großpolen.

## Leben
Nikolaus entstammte einer außerehelichen Beziehung seines Vaters Ottokar II. mit Anna von Kuenring. Auf Ottokars Bitte hin legitimierte Papst Urban IV. Nikolaus als Ottokars Sohn, jedoch ohne das Recht auf die böhmische Thronfolge. Nikolaus wuchs am Prager Königshof auf und unterstützte die Politik seines Vaters, den er auf dessen Zügen begleitete. Im November 1269 wurde ihm die bis dahin mährische Provinz Troppau zugewiesen, wodurch das Bistum Olmütz einen bedeutenden Gebietsverlust hinnehmen musste. Nachfolgend titulierte Nikolaus I. als „Herr von Troppau“. 1278 nahm Nikolaus an der Seite seines Vaters an der Schlacht auf dem Marchfeld teil. In der Schlacht, bei der der Vater getötet worden war, geriet Nikolaus in ungarische Gefangenschaft, aus der er erst 1280 entlassen wurde. Obwohl er vom Römisch-deutschen König Rudolf I. wieder in seine alten Rechte auf das Troppauer Gebiet eingesetzt wurde und er seine Herrschaft konsolidieren konnte, kam es zu kriegerischen Machtkämpfen mit seiner Stiefmutter Kunigunde von Halitsch. Sie hatte ein heimliches Liebesverhältnis mit dem mächtigen Witigonen Zawisch von Falkenstein und lebte mit diesem zeitweise auf der Troppauer Herzogsburg Grätz, wo sie ihn bald ehelichte. Da sich Zawisch die Führung der Regierungsgeschäfte anmaßte, wurde er u. a. von Nikolaus und dem Prager Bischof Tobias von Bechin bekämpft. Obwohl Kunigunde bereits 1285 starb, wurden die Machtkämpfe bis 1288 fortgesetzt, als König Wenzel II. Zawisch von Falkenstein gefangen nehmen ließ.
In einem Konflikt mit dem Breslauer Bischof Thomas II. verwüstete Nikolaus 1281 von der Burg Edelstein aus das Neisser Bistumsland. Der Konflikt wurde mit einem Vertrag beigelegt, den Heinrich IV. von Breslau beurkundete. Als Entschädigung erhielt der Bischof pfandweise Zuckmantel sowie die Burg Edelstein.
Anfang 1285 wurde für drei Jahre ein Friedensvertrag zwischen Nikolaus und den böhmischen Baronen, die die Regierung für den minderjährigen Halbbruder von Nikolaus und böhmischen Thronfolger Wenzel II. führten, geschlossen. Anschließend übernahm Nikolaus das Amt eines Hofmarschalls. Am 10. Januar 1289 nahm er in Prag zusammen mit Heinrich IV. von Breslau und Bolko I. von Schweidnitz an der freiwilligen Huldigung Kasimirs II. († 1312) von Beuthen teil, bei der auch dessen Söhne und Barone anwesend waren. Mit der Huldigung übertrug Kasimir die Oberhoheit über das Herzogtum Beuthen an Böhmen.
Nachdem durch einen Erbvertrag Wenzel II. 1290 das Fürstentum Krakau seines kinderlos verstorbenen Cousins Heinrich IV. Probus erhalten hatte, gehörte Nikolaus von Troppau zu den Zeugen, die am 13. Oktober 1292 in Sieradz beurkundeten, dass sich Herzog Władysław I. Ellenlang dem böhmischen Lehnsherrn Wenzel II. unterworfen habe. Zu den Mitunterzeichnern der Urkunde gehörten u. a. die Bischöfe von Gnesen, Prag und Olmütz sowie die Herzöge Boleslaus von Masowien, Kasimir II. von Beuthen und Bolko I. von Oppeln. Anfang 1295 wurde Nikolaus von Troppau von König Wenzel II. zum Hauptmann von Krakau und Sandomir ernannt. 1297 gelang es ihm, erneut die Ansprüche von Herzog Władysław abzuweisen. Mit einer Urkunde, die am 18. November 1297 in Sieradz unterzeichnet wurde, bestätigte Władysław, dass die Ansprüche Wenzels auf beide Herzogtümer berechtigt seien. Nachdem Wenzel im Jahre 1300 zum polnischen König gekrönt worden war, ernannte er Nikolaus von Troppau zum Statthalter („capitanus regni Poloniae“) für Großpolen. An der von Wenzel veranlassten Münzreform war Nikolaus maßgeblich beteiligt. Wegen anhaltender Beschwerden verlor er das Amt des Statthalters jedoch 1303.
Nach der Ermordung des letzten přemyslidischen Königs Wenzel III. 1306 blieb Nikolaus weiterhin im Besitz seines Troppauer Gebiets. 1308 wurde es jedoch vom böhmischen König Heinrich von Kärnten an dessen Stiefschwager Boleslaw III. von Liegnitz verpfändet. Boleslaw war mit Margarethe, einer Tochter des Königs Wenzels II. verheiratet, von dem er die versprochene Mitgift nicht erhalten hatte. Deshalb wurde er auf diese Weise entschädigt. 1311 erkannte Heinrichs Nachfolger Johann von Luxemburg die Pfandschaft an, verlangte jedoch nach Bezahlung der Pfandsumme die Rückgabe an Böhmen. Deshalb fiel Troppau 1313 als erledigtes Lehen an die Krone Böhmen heim. Kurz vor Nikolaus I. Tod 1318 belehnte König Johann dessen gleichnamigen Sohn Nikolaus II. mit dem Troppauer Gebiet, das er gleichzeitig zu einem Herzogtum erhob. 
Bereits 1291 hatte Nikolaus I. das Dominikanerkloster in Troppau gegründet. Er starb 1318 in Brünn, wo er in der St.-Jakobs-Kirche beigesetzt wurde.

## Familie
Nikolaus vermählte sich im Januar 1285 in Eger mit Adelheid von Habsburg, einer Nichte des Königs Rudolf I. Der Ehe entstammten die Söhne:
- Nikolaus II. (1288–1365)
- Wenzel († 1367), seit 1324 Kanoniker in Prag und Olmütz
- Johann († 1325)